# Victor Donatien de Musset-Pathay
Victor-Donatien de Musset-Pathay, ou Victor de Musset, est un écrivain et haut fonctionnaire français, né le 5 juin 1768 à la Vaudourière, paroisse de Lunay, dans le Vendômois, mort le 8 avril 1832 à Paris. Il est le père de Paul et d'Alfred de Musset

## Biographie
Fils de Joseph Alexandre de Musset (1719-1799), major du régiment de Chartres, il fait ses études au collège militaire de Vendôme où il est admis en 1778, à l'âge de dix ans, puis en sort en 1785 pour les poursuivre chez les Doctrinaires du collège de La Flèche jusqu'en 1787. 
Il devient ensuite chanoine de la cathédrale de La Rochelle, où il reste deux ans, avant que la Révolution ne l’oblige à quitter l’Église, ayant été réduit à l'état laïc fin 1791.
Fin 1793, allié et parent d'émigrés, il est déclaré suspect, et incarcéré pendant deux mois. Libéré, il rejoint pendant les guerres de la Révolution française le général Armand Samuel de Marescot, premier inspecteur du génie. Il entre dans l'administration militaire où il exerce de 1794 à 1797. Il fait comme ingénieur-géographe plusieurs campagnes en Suisse, puis en Italie. De nouveau en poste  dans l'administration militaire, il est premier rédacteur au Bureau central des fortifications de janvier 1800 à janvier 1805, puis en 1806, il est nommé chef de bureau du Comité central du génie. Il est ensuite, en 1811, chef du Bureau des prisons au ministère de l'Intérieur, auprès du ministre Jean-Pierre de Montalivet.
Destitué comme libéral, en 1818, il se consacre dès lors à la littérature, et particulièrement à la publication des Œuvres de Jean-Jacques Rousseau, dont il donne la première édition complète fiable, ainsi qu'une Histoire de la vie et des ouvrages de J.-J. Rousseau, qui fait référence.
En 1828, grâce au général Louis-Victor de Caux de Blacquetot, ministre de la Guerre, il est réintégré au ministère comme chef du Bureau de la justice militaire. En janvier 1830, il songe à faire entrer son fils Alfred dans l'administration du ministère, mais c'est finalement Paul de Musset qui est engagé. En 1831, la situation de Victor-Donatien est enfin rétablie, mais en 1832, il est atteint par l'épidémie de choléra qui sévit à Paris, et meurt le 8 avril au matin. Il est inhumé au cimetière du Père-Lachaise (4e division).

### Vie familiale
Victor-Donatien a épousé en 1801 Edmée Claudette Guyot-Desherbiers, née le 14 avril 1780, fille de Claude-Antoine Guyot-Desherbiers. Le couple a eu quatre enfants : 
- Paul, né le 7 novembre 1804,
- Louise-Jenny, née et morte en 1805,
- Alfred, né le 11 décembre 1810, et
- Charlotte Amélie Hermine, née le 1er novembre 1819, morte le 1er janvier 1905, qui épouse Timoléon Désiré Lardin le 13 avril 1846 avec lequel elle a un fils:
  - Paul Anatole Lardin de Musset (1848-1908)

## Citation
« À la prière de sa sœur qui était chanoinesse, ci-devant pensionnaire de Saint-Cyr et imbue de préjugés aristocratiques, Victor de Musset modifia son nom pour signer ses travaux littéraires. Il supprima la particule et ajouta par un trait d'union au nom de Musset celui d'une ancienne propriété de famille. Ce nom de Pathay était aussi celui de son aïeule : Chartes de Musset avait épousé, en 1676, Marie-Jeanne de Pathay. Pour son éditeur et pour ses lecteurs, il s'appela Musset-Pathay. Plus tard, lorsque la mode vint d'usurper des noms et des titres et que la seule punition des usurpateurs fut le ridicule, cette moitié de pseudonyme eut l'inconvénient de faire beau jeu à la malveillance. Au moment de l'apparition des Contes d'Espagne et d'Italie, Alfred de Musset fut accusé de se donner des airs de gentilhomme et de ne pas vouloir porter son véritable nom. Il ne répondit pas à cette accusation par respect pour son père, et quand elle arrivait jusqu'à ses oreilles, il se bornait à dire tout bas : « On ne devrait jamais endommager son fief ». (...)
Victor de Musset faisait des vers pour son amusement. Il excellait surtout dans le genre burlesque. Il avait le tour d'esprit gai, la repartie prompte, et il savait quantité d'anecdotes qu'il racontait à merveille. Mais la plus précieuse de ses qualités était une chaleur de cœur qui l'a fait aimer de tous ceux qui l'ont connu ; aussi lorsqu'il rechercha la fille aînée de M. Desherbiers vit-il sa demande accueillie avec joie par toute la famille. »

— Paul de Musset, Notice sur Alfred de Musset

## Œuvres
- L'Anglais cosmopolite, ou Voyage de milord Laugher, Paris, Debrai, Louis, Colnet, Delance (impr. de Delance), an VII [1798].
- La Cabane mystérieuse, 1799.
- Voyage en Suisse et en Italie, à la suite de l'armée de réserve, Paris, Moutardier, an IX [1800] .
- Vie militaire et privée d'Henry IV, d'après ses lettres inédites précédé d'une notice sur Corisandre et d'un précis des amours d'Henry IV, Paris, F. Louis, an XII, [1803].
- Relations des principaux sièges faits ou soutenus en Europe par les armées françoises depuis 1792, Paris, Magimel, 1806 V2.
- Recherches historiques sur le cardinal de Retz, suivies des portraits, pensées et maximes extraits de ses ouvrages, Paris, D. Colas, 1807.
- Les Trois Bélisaires, Paris, Delaunay, 1808.
- Fragment d'un voyage fait au mois de mai 1810 dans le Brabant hollandais et dans les îles de la Zélande, Paris, D. Colas, 1810.
- Bibliographie agronomique, ou Dictionnaire raisonné des ouvrages sur l'économie rurale et domestique et sur l'art vétérinaire, Paris, D. Colas, 1810.
- Souvenirs historiques, ou Coup d'œil sur les monarchies de l'Europe et sur les causes de leur grandeur ou de leur décadence, Paris, D. Colas, 1810.
- Anecdotes inédites, pour faire suite aux Mémoires de Mme d'Épinai, précédées de l'examen de ces mémoires, Paris, Baudouin frères, 1818.
- Œuvres complètes de Jean-Jacques Rousseau, avec des notes historiques et une table analytique des matières par G. Petitain, 1819-1820.
- Examen des « Confessions » et des critiques qu'on en a faites, 1820.
- Histoire de la vie et des ouvrages de J.-J. Rousseau, suivie de Lettres inédites, Paris, Pélicier, 1821.
- Suite au Mémorial de Sainte-Hélène, ou observations critiques, anecdotes inédites, pour servir de supplément et de correctif à cet ouvrage, avec François-Joseph Grille, Paris, Raynal, 1824.
- Contes historiques, Paris, Ve Th. Desoer, 1826.
- 1828, nouveaux mémoires secrets pour servir à l'histoire de notre temps, Paris, Brissot-Thivars, 1829.

### Sources et bibliographie
- Maurice Dumoulin, Les Ancêtres d'Alfred de Musset, d'après des documents inédits, Paris, Émile Paul Éditeur, 1911 ; Lire en ligne sur archive.org
- Paul de Musset, Notice sur Alfred de Musset, in Œuvres complètes d'Alfred de Musset, G. Charpentier, 1866 ; Œuvres complètes d'Alfred de Musset, éditées par Paul de Musset sur Google Livres
- Octave Teissier, Alfred de Musset, Documents généalogiques, Draguignan, Imprimerie C. & A. Latil, 1903 ; Lire en ligne, « Victor-Donatien de Musset-Pathay » page 14 sur archive.org
- Bibliographie sur worldcat.org
- Les Musset, une famille vendômoise [PDF]